# Sofades
Sofades (griechisch Σοφάδες (m. pl.)) ist eine griechische Kleinstadt und Gemeinde (Dimos Sofadon Δήμος Σοφάδων) im Südwesten der Region Thessalien.

## Geografie
Die Gemeinde liegt im südwestlichen Teil der thessalischen Tiefebene, südlich von Karditsa und Trikala sowie südwestlich von Larisa, nordwestlich vom Lamia und westlich von Volos. Ihr Gebiet wird vorwiegend landwirtschaftlich genutzt.
Die Stadt gliedert sich in fünf Gemeindebezirke und 31 Ortschaften, von denen 14 den Gemeindebezirk Sofades bilden, das Gebiet, das die Gemeinde von 1997 bis 2010 umfasste. 5.556 der insgesamt 18.864 Einwohner der Gemeinde leben in der Kleinstadt Sofades selbst. Die restliche Bevölkerung der Gemeinde verteilt sich auf die verbleibenden 30 Ortschaften.
Die griechischen Einwohner der Region um Sofades werden als Karagounides (Καραγκούνηδες) bezeichnet.

## Geschichte
In der Nähe der neuzeitlichen Stadt Sofades soll sich die antike Siedlung Kierion (Κιέριον) befunden haben.
Die älteste erhaltene schriftliche Erwähnung der Gemeinde Sofades als Sofou (Σοφού) stammt aus der Zeit um das Jahr 1454.
Am 30. April 1954 ereignete sich um 13:02 Uhr Ortszeit in unmittelbarer Umgebung von Sofades ein schweres Erdbeben mit einer Stärke von 7,0 auf der Richter-Skala.
Die Gemeinde wurde 1997 und 2010 durch Eingemeindungen erheblich vergrößert.

## Verkehr

### Straße
Sofades ist durch die Ethniki Odos 30 über Domokos mit der Hafenstadt Volos verbunden.

### Schiene
Sofades hat einen Bahnhof an der Bahnstrecke Paleofarsalos–Kalambaka, die 1882 als meterspurige Schmalspurbahn in Betrieb ging, Ende der 1990er Jahre aber auf Normalspur umgespurt wurde und so ab April 2000 hier erneut in Betrieb ging.